# Johann Georg Hagen
Johann Georg Hagen, SJ (Bregenz, 6 de março de 1847, Vorarlberg – Roma, 5 de setembro de 1930) foi um astrônomo jesuita austríaco.
Foi palestrante do Congresso Internacional de Matemáticos em Cambridge (1912).

## Biografia
Johann Georg Hagen nasceu em Bregenz, na Áustria. Ele era filho de um professor da escola. Johann entrou na Companhia de Jesus, comumente conhecida como jesuítas, em Gorheim, Alemanha, em 1863. Frequentou o Colégio Jesuíta Stella Matutina, em Feldkirch, na Áustria, e também estudou matemática e astronomia na Universidade de Bonn e na Universidade de Münster. 
Ele se ofereceu para o serviço de ambulância na Guerra Franco-Prussiana, mas foi atingido com febre tifoide. Em 4 de julho de 1872, Otto von Bismarck, chanceler da Alemanha, expulsou os jesuítas do Império Alemão. Johann foi para a Inglaterra, onde acabou sendo ordenado sacerdote. 
Em junho de 1880, ele deixou a Inglaterra para os Estados Unidos. Lá ele começou a ensinar no Sacred Heart College em Prairie du Chien, Wisconsin. Ele cultivou seu interesse pela astronomia e construiu um pequeno observatório para fazer observações astronômicas. Ele se tornou um cidadão naturalizado,e foi chamado para servir como diretor do Observatório da Universidade de Georgetown em 1888. Lá ele continuou sua pesquisa e publicou vários artigos e textos. 
Em matemática, a identidade de Rothe-Hagen é nomeada em sua homenagem; aparece em sua publicação de três volumes de 1891, Synopsis of Higher Mathematics. Em 1906, João foi chamado pelo Papa Pio X para assumir o controle do Observatório do Vaticano em Roma. Ele morreu em Roma em 1930. A cratera de Hagen, com 55 km de diâmetro, no lado oposto da Lua, recebeu o seu nome.

## Obras
- Atlas Stellarum Variabilium (1890–1908; Atlas veränderlicher Sterne)